# میدم‌بلیک
میدم‌بلیک (به هلندی: Medemblik) یک شهرستان در هلند است که در هلند شمالی واقع شده‌است. میدم‌بلیک ۰ متر بالاتر از سطح دریا واقع شده‌است.

## نگارخانه

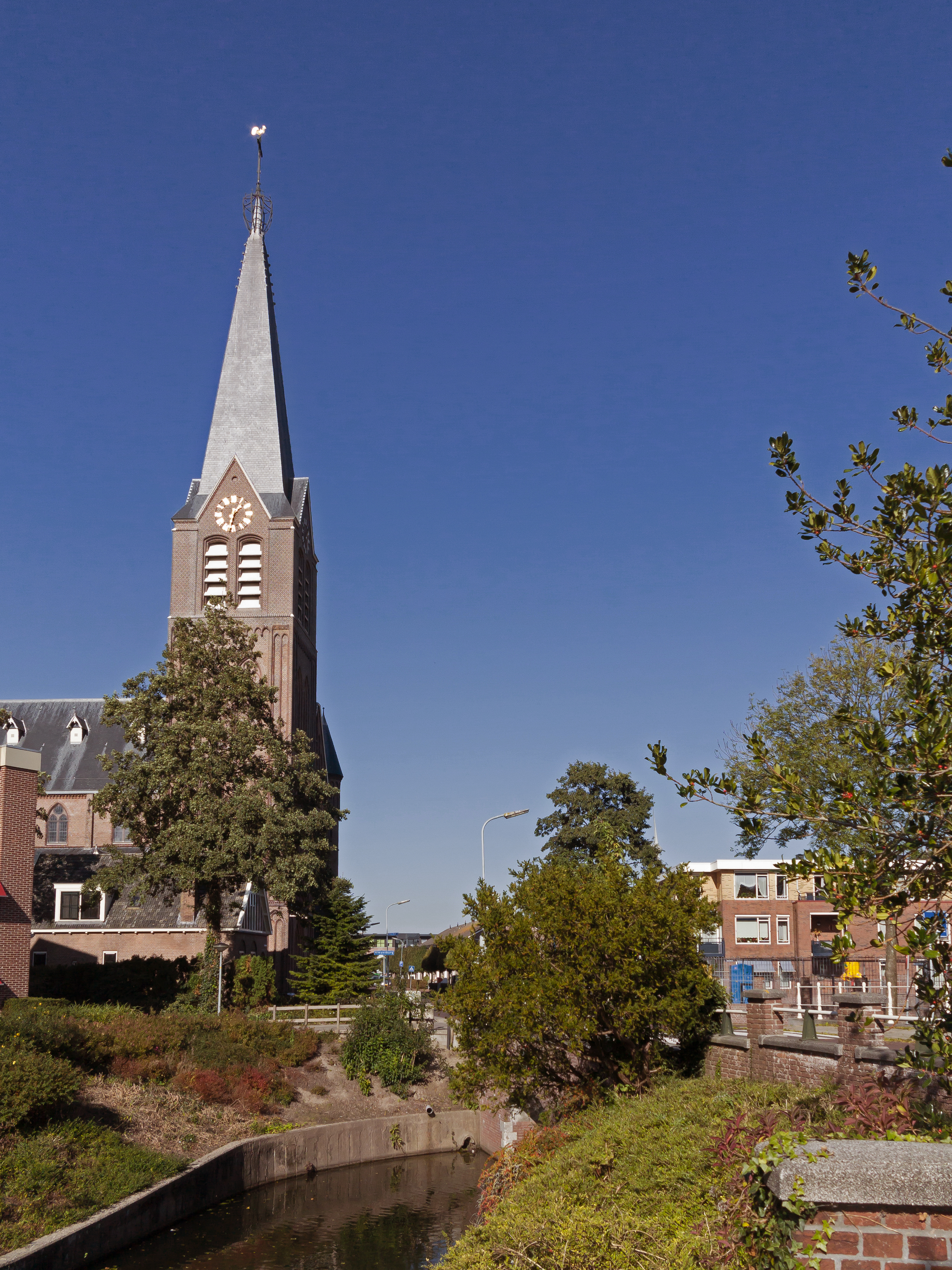
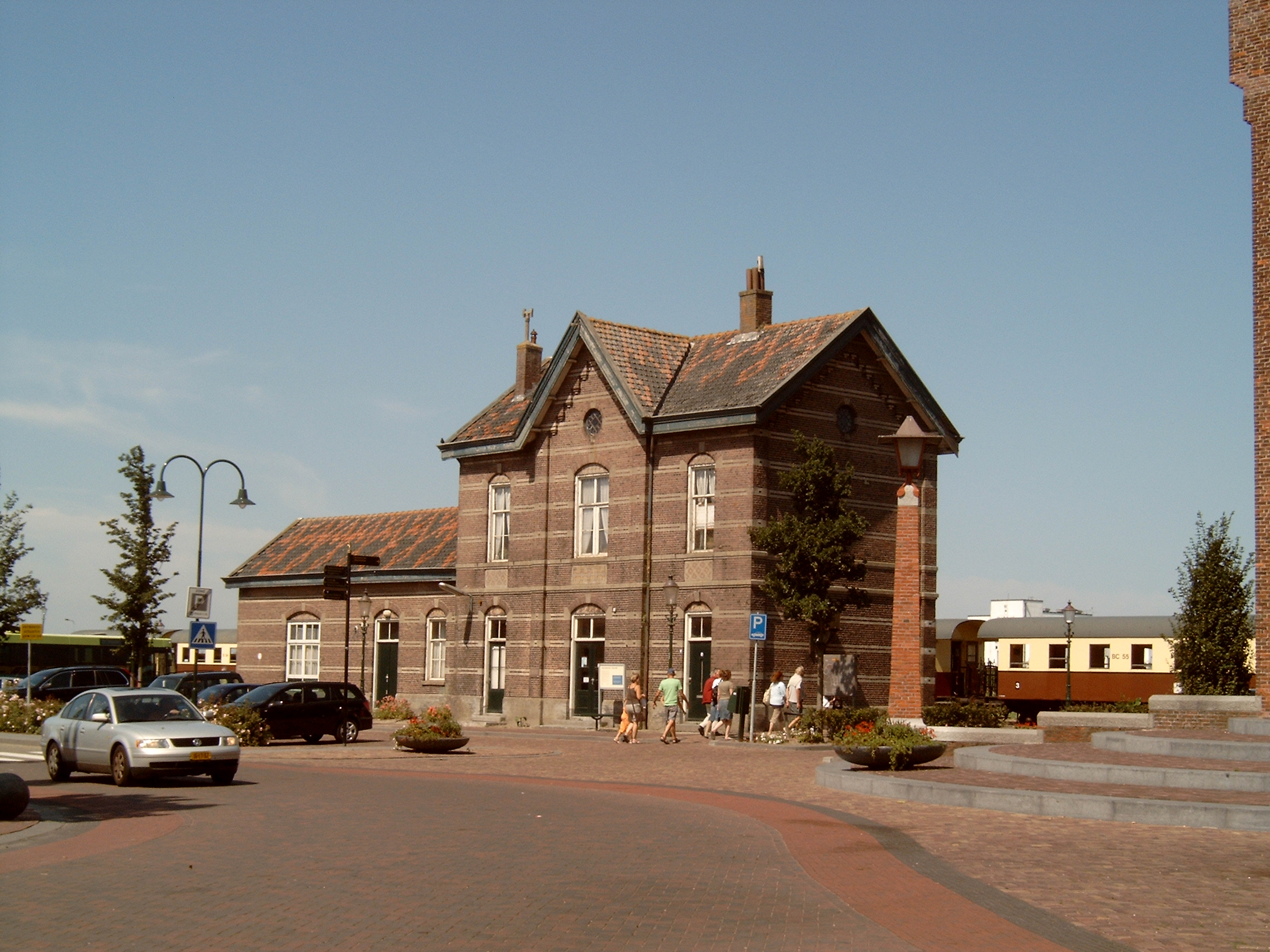
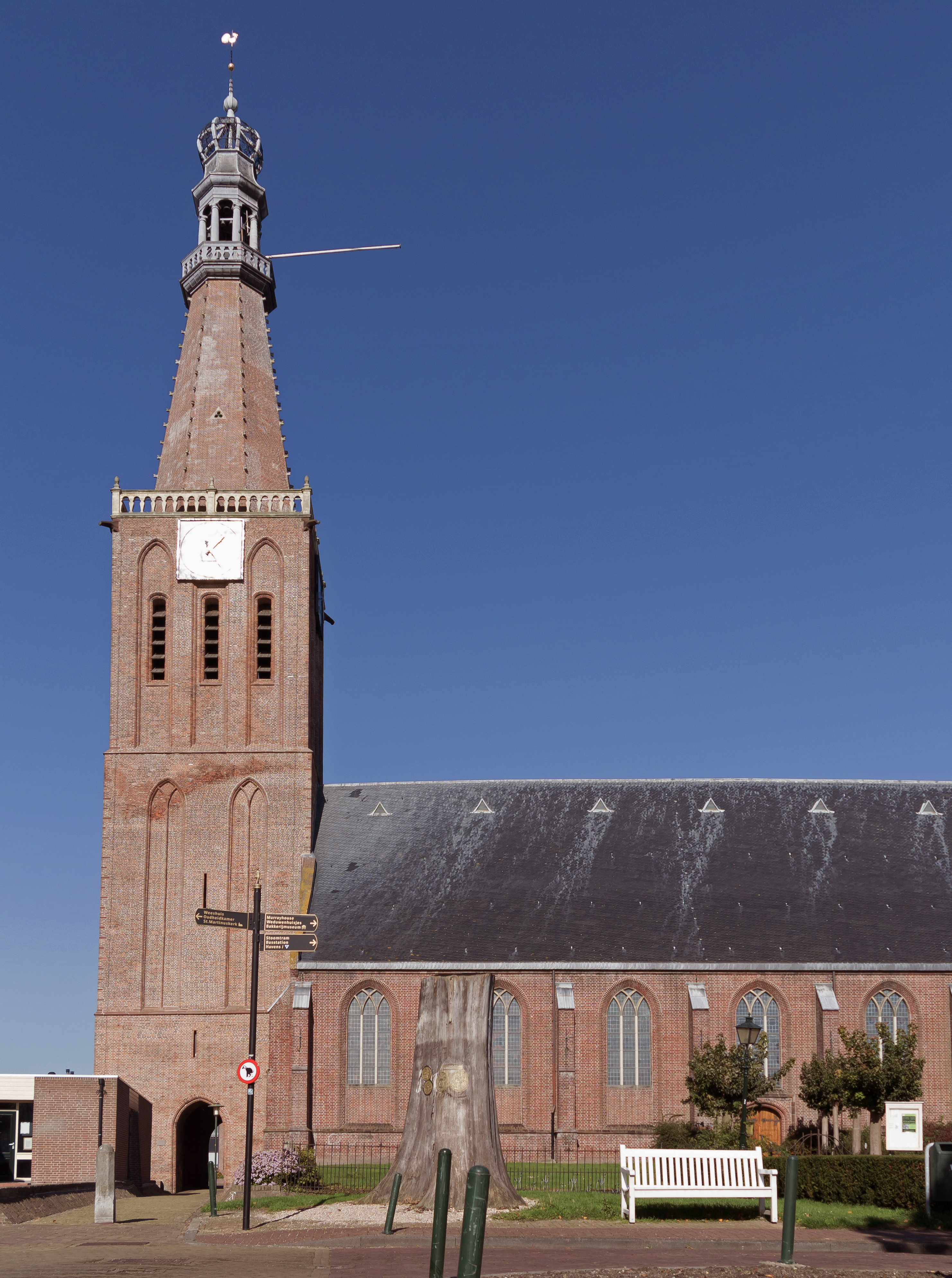
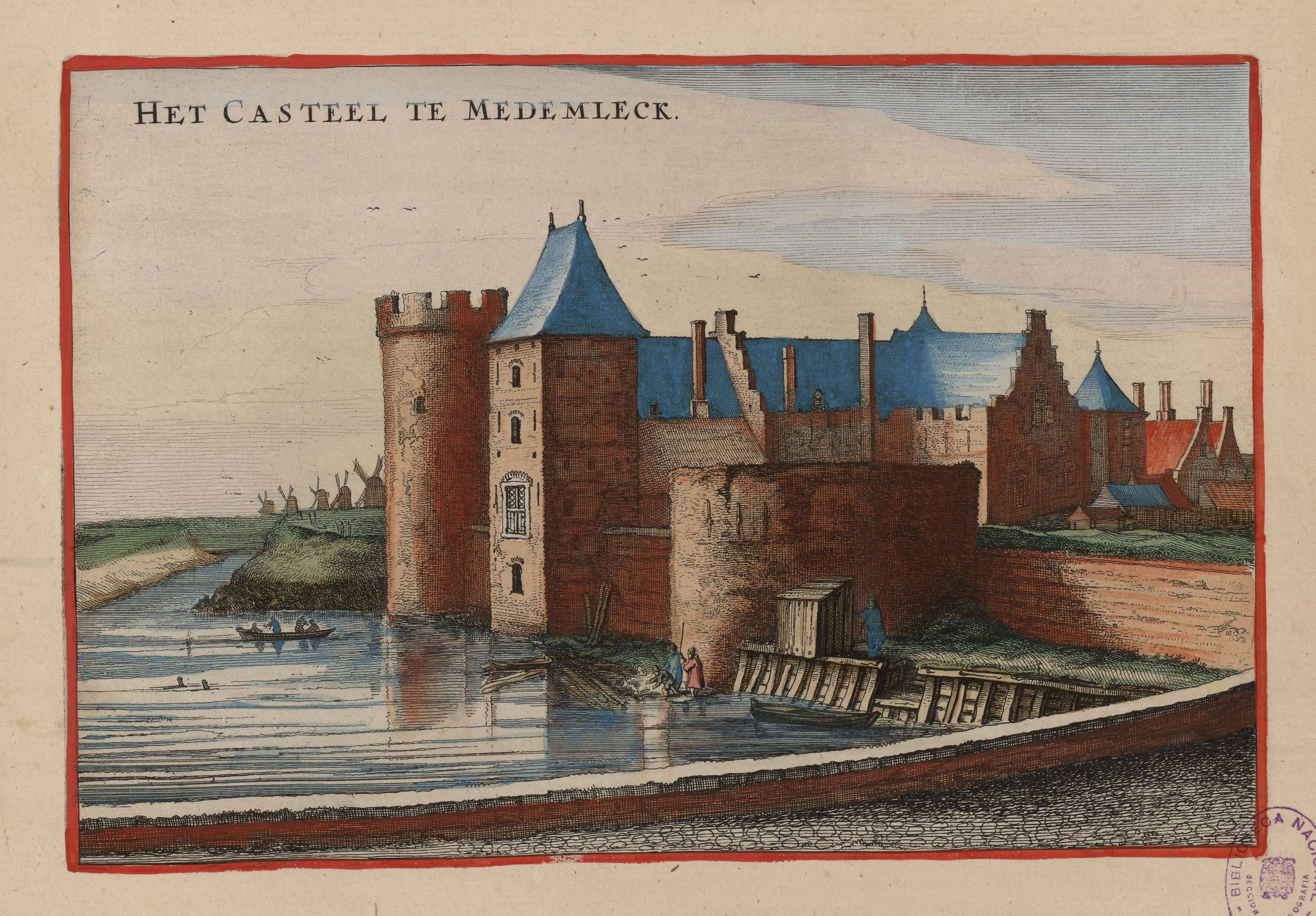